# Église Saint-Dimitri-des-Champs

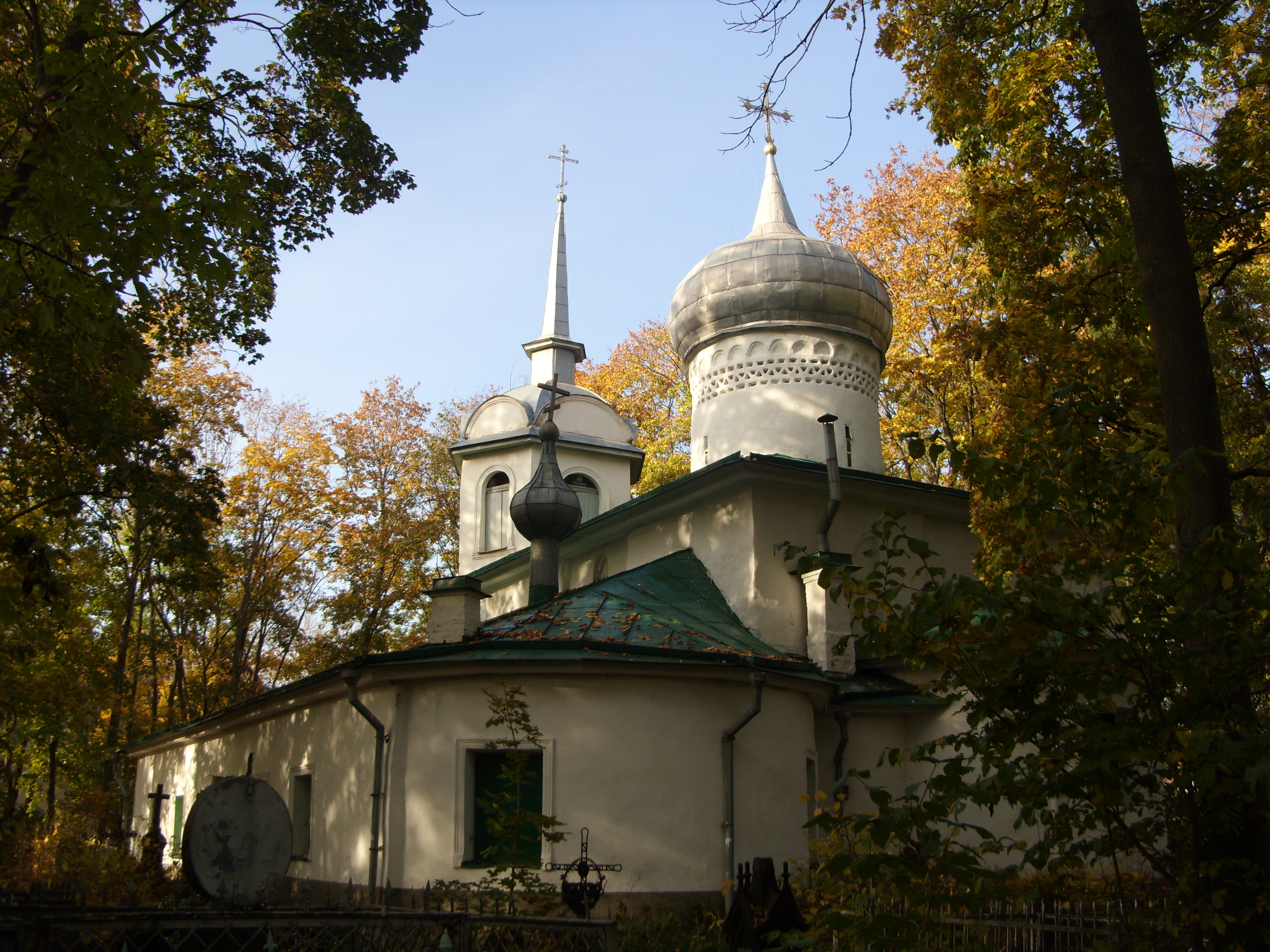
Vue de l'église Saint-Dimitri

L'église Saint-Dimitri-des-Champs (церковь Димитрия в Поле) est une église orthodoxe de Pskov en Russie, située sur la rive gauche de la Pskova. Datant des XVe – XVIe siècles, c'est un monument historique protégé. Elle dépend de l'éparchie (diocèse chez les orthodoxes) de Pskov et se trouve à côté du cimetière du même nom.

## Description
L'église mesure vingt-deux mètres d'ouest en est et huit mètres de largeur. La chapelle du petit autel mesure 21,5 mètres sur huit.
Cette église rectangulaire datant de 1534 possède trois petites absides avec du côté ouest le narthex et le clocher à trois niveaux surmonté d'une flèche. Une chapelle au sud avec une abside a été construite plus tard. Elle est surmontée d'une petite coupole et d'un tambour décoratif. Les ornements extérieurs sont extrêmement simples et typiques de l'architecture pskovienne du XVIe siècle.
Le tambour de la nef est ceint de deux rangs d'une frise de briques au motif appelé porébrik, populaire dans les environs de Novgorod et de Pskov dans l'ancienne Russie et entre ces deux rangs d'un rang de bégounets (briques placées en triangle).
Les piliers ouest possèdent des restes de fresques dans leur partie supérieure.

## Historique

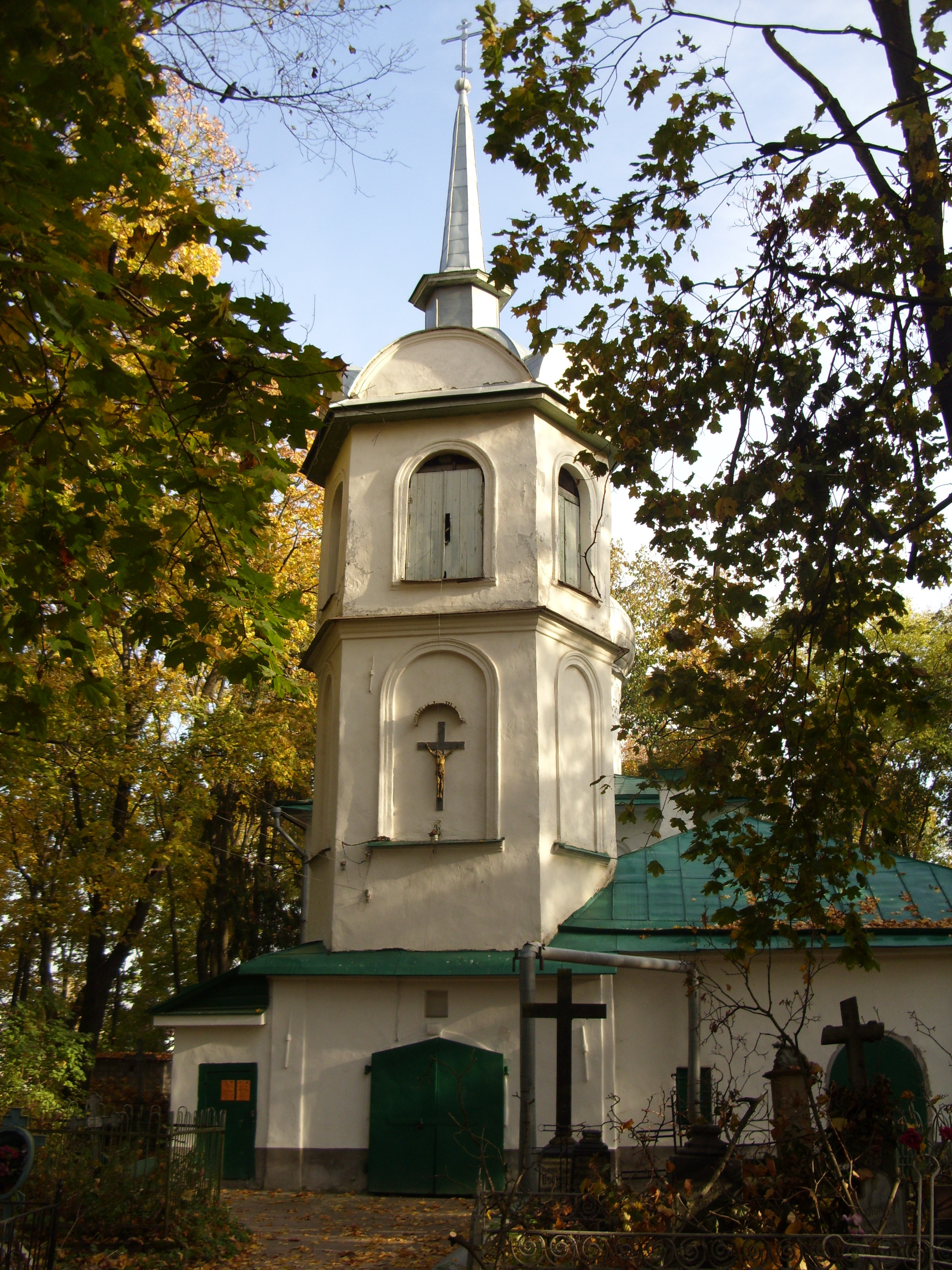
Vue du clocher et de l'entrée en octobre 2010

L'église, dédiée à saint Dimitri de Thessalonique, est construite en 1534 et dépend du monastère du même nom. Celui-ci possédait en 1698 vingt-huit exploitations agricoles. Il a été détruit par les armées suédoises en 1615, mais aussitôt reconstruit.
En 1763, l'église est décrite dans les documents diocésains comme une église se trouvant au-delà de la porte Saint-Pierre de la ville vers les champs avec un clocher de quatre cloches. L'église est construite en pierre et recouverte de voliges.
Le riche marchand Podnebiesny fait construire en 1782 une chapelle avec autel latéral, dédiée à la Présentation de la Vierge. L'église devient église paroissiale au début du XIXe siècle. Elle est menacée de démolition en 1808 à cause de vétusté, mais le Saint-Synode interdit finalement de la détruire. 
La chapelle latérale est construite en 1864 avec clocheton de bois. Une nouvelle iconostase est installée à l'église principale en 1876 et une autre dans la chapelle latérale en 1882.
Son prêtre desservant (qui y était affecté depuis 1915), le P. Alexis Tcherepnine, est arrêté en 1938 pendant les Grandes Purges staliniennes et meurt dans une prison de Léningrad à l'âge de quatre-vingts-ans.
L'église Saint-Dimitri était, jusqu'à la fin des années 1980, l'une des cinq églises de Pskov à avoir gardé l'autorisation de célébrer le culte. Le cimetière quant à lui est fermé aux nouvelles inhumations en 1960.
Elle est inscrite le 30 août 1960 à la liste des monuments historiques protégés par l'État.

## Cimetière

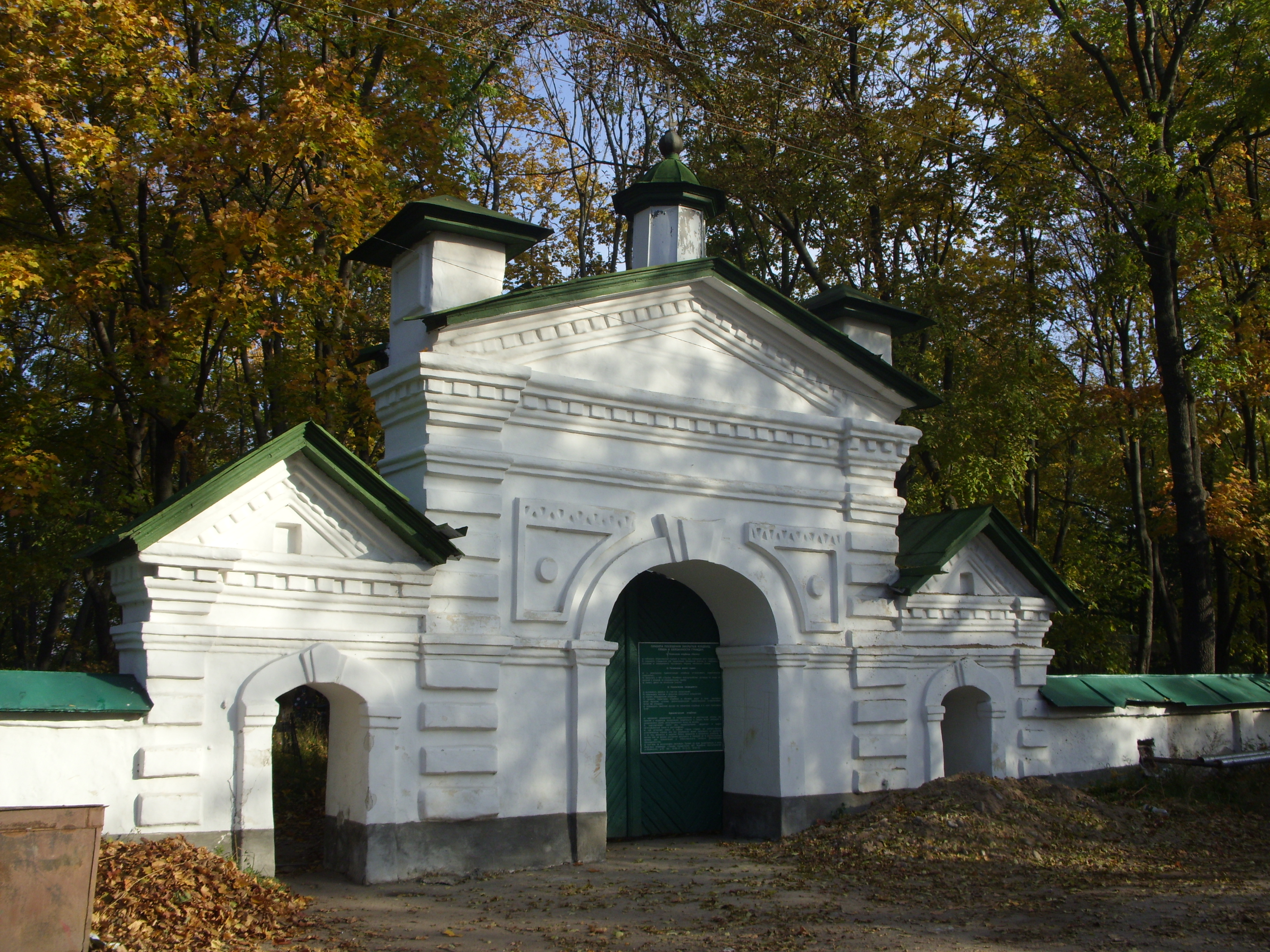
Portail d'entrée du cimetière Saint-Dimitri

Le cimetière Saint-Dimitri est apparu au début du XIXe siècle. On y enterra les religieuses du monastère de l'Ancienne-Ascension. Sur décision du consistoire une partie du cimetière est affectée aux catholiques en 1862. C'est ici que se trouve la sépulture du peintre Vladimir Ottovitch Rechenmacher, élève de Répine.
Des notabilités locales sont inhumées au cimetière:
- Mikhaïl Nazimov (1801-1888), décembriste et ami de Lermontov
- Des membres de la famille du décembriste Ivan Pouchtchine, ami de lycée de Pouchkine
- I.I. Vassiliov, fondateur de la Société archéologique de Pskov
- E.P. Nazimov et V.M. Bibikov, officiers combattants de la Guerre patriotique de 1812
- Fiodor Pliouchkine (1837-1911), collectionneur et mécène
- Illarion Skrydlov, père de l'amiral Skrydlov, mort en 1918 à Petrograd
- Boris Skobeltsyne (1921-1995), architecte et restaurateur de nombreuses églises pskoviennes

## Source
- (ru) Cet article est partiellement ou en totalité issu de l’article de Wikipédia en russe intitulé « Церковь Димитрия в Поле (Псков) » (voir la liste des auteurs).